# Salem Abdulla
Salem Abdullah Omar (5 luglio 1986) è un calciatore emiratino, centrocampista del Al-Ain.

## Palmarès

### Club

#### Competizioni nazionali
- Coppa del Presidente degli Emirati Arabi Uniti: 1

Al-Ain: 2008-2009
- Etisalat Emirates Cup: 1

Al-Ain: 2008-2009